# Love in an Elevator
Love in an Elevator is een nummer van de Amerikaanse hardrockband Aerosmith uit 1989. Het nummer is de eerste single van Aerosmiths tiende studioalbum Pump uit 1989. Het nummer werd op 15 augustus van dat jaar wereldwijd op single uitgebracht.
De single haalde in thuisland de Verenigde Staten de 5e positie in de Billboard Hot 100. In het Verenigd Koninkrijk werd de 14e positie bereikt in de UK Singles Chart.
In Nederland was de plaat op vrijdag 8 september 1989 Veronica Alarmschijf op Radio 3 en werd een radiohit in de destijds twee hitlijsten op de nationale publieke popzender. De plaat bereikte de 9e positie in de 
Nederlandse Top 40 en de 14e positie in de Nationale Hitparade Top 100. 
In België bereikte de plaat de 21e positie in de Vlaamse Radio 2 Top 30 en de 28e positie in de Vlaamse Ultratop 50.
De Nederlands-Amerikaanse speelfilm "Down" uit 2001, geregisseerd door Dick Maas, heeft deze plaat als aftitelings-soundtrack.

## NPO Radio 2 Top 2000
| Nummer met noteringen in de NPO Radio 2 Top 2000 | '09  | '10  | '11 | '12  | '13  | '14  | '15  | '16  | '17  |
| ------------------------------------------------ | ---- | ---- | --- | ---- | ---- | ---- | ---- | ---- | ---- |
| Love in an Elevator                              | 1205 | 1008 | 997 | 1297 | 1279 | 1289 | 1510 | 1413 | 1406 |

1. ↑  Een vetgedrukt getal geeft de hoogste notering aan.
2. ↑  2009 was het eerste jaar met een notering voor dit nummer.
3. ↑  Deze tabel is bijgewerkt tot en met de laatste editie (2024).